# Боатка (Јаши)
Боатка (рум. Boatca) насеље је у Румунији у округу Јаши у општини Дагаца. Oпштина се налази на надморској висини од 233 m.

## Становништво
Према подацима из 2002. године у насељу је живело 302 становника, од којих су сви румунске националности.